# Odette Drapeau
Pour les articles homonymes, voir Drapeau (homonymie).
Odette Drapeau est une artiste du livre québécoise. Elle est la première femme compagnon dans le domaine de la reliure.

## Formation
Elle suit des cours de reliure à l'atelier l'Art de la reliure avec Simone Benoît Roy et poursuit ensuite sa formation dans divers ateliers de Paris ainsi qu'à l'École Estienne en 1977-1978.

## Carrière
En 1979, elle fonde l'atelier de reliure La Tranchefile. Elle réalise l'emboîtage du livre d'artiste, Le Cirque sacré en 1981. 
Elle a fait de nombreuses expositions et a reçu de nombreux prix internationaux. Elle a été élue membre de l'Académie Royale des Arts du Canada. 